# Camponotus lubbocki
Camponotus lubbocki é uma espécie de inseto do gênero Camponotus, pertencente à família Formicidae.